# كروميوم أو إس
كروميوم أو إس هو النسخة مفتوحة المصدر من نظام تشغيل الحواسب كروم أو إس المُصمَّم من قِبَل غوغل

## وصلات خارجية
- الموقع الرسمي